# Papapa
Papapa is de tweede single van het album Verliefd van de meidengroep K3. De single kwam uit op 8 september 2002.
De hoogste positie in Nederland in de Single Top 100 was plaats nummer 34 en stond 7 weken in de Single Top 100. De hoogste positie in België in de Ultratop 50 was plaats nummer 13 en stond 11 weken in de Ultratop 50. 

## Tracklist
1. Papapa (3:08)
2. Papapa (instrumentaal) (3:08)

## Hitnotering
Nederlandse Single Top 100
| Papapa in de Single Top 100 - binnen: 12-10-2002/Laatste Notering 23-11-2002 | Papapa in de Single Top 100 - binnen: 12-10-2002/Laatste Notering 23-11-2002 | Papapa in de Single Top 100 - binnen: 12-10-2002/Laatste Notering 23-11-2002 | Papapa in de Single Top 100 - binnen: 12-10-2002/Laatste Notering 23-11-2002 | Papapa in de Single Top 100 - binnen: 12-10-2002/Laatste Notering 23-11-2002 | Papapa in de Single Top 100 - binnen: 12-10-2002/Laatste Notering 23-11-2002 | Papapa in de Single Top 100 - binnen: 12-10-2002/Laatste Notering 23-11-2002 | Papapa in de Single Top 100 - binnen: 12-10-2002/Laatste Notering 23-11-2002 | Papapa in de Single Top 100 - binnen: 12-10-2002/Laatste Notering 23-11-2002 |
| Week                                                                         | 1                                                                            | 2                                                                            | 3                                                                            | 4                                                                            | 5                                                                            | 6                                                                            | 7                                                                            |                                                                              |
| ---------------------------------------------------------------------------- | ---------------------------------------------------------------------------- | ---------------------------------------------------------------------------- | ---------------------------------------------------------------------------- | ---------------------------------------------------------------------------- | ---------------------------------------------------------------------------- | ---------------------------------------------------------------------------- | ---------------------------------------------------------------------------- | ---------------------------------------------------------------------------- |
| Nummer                                                                       | 59                                                                           | 34                                                                           | 41                                                                           | 53                                                                           | 55                                                                           | 63                                                                           | 68                                                                           | uit                                                                          |

Vlaamse Ultratop 50
| Papapa in de Ultratop 50 - binnen: 28-09-2002/Laatste Notering 07-12-2002 | Papapa in de Ultratop 50 - binnen: 28-09-2002/Laatste Notering 07-12-2002 | Papapa in de Ultratop 50 - binnen: 28-09-2002/Laatste Notering 07-12-2002 | Papapa in de Ultratop 50 - binnen: 28-09-2002/Laatste Notering 07-12-2002 | Papapa in de Ultratop 50 - binnen: 28-09-2002/Laatste Notering 07-12-2002 | Papapa in de Ultratop 50 - binnen: 28-09-2002/Laatste Notering 07-12-2002 | Papapa in de Ultratop 50 - binnen: 28-09-2002/Laatste Notering 07-12-2002 | Papapa in de Ultratop 50 - binnen: 28-09-2002/Laatste Notering 07-12-2002 | Papapa in de Ultratop 50 - binnen: 28-09-2002/Laatste Notering 07-12-2002 | Papapa in de Ultratop 50 - binnen: 28-09-2002/Laatste Notering 07-12-2002 | Papapa in de Ultratop 50 - binnen: 28-09-2002/Laatste Notering 07-12-2002 | Papapa in de Ultratop 50 - binnen: 28-09-2002/Laatste Notering 07-12-2002 | Papapa in de Ultratop 50 - binnen: 28-09-2002/Laatste Notering 07-12-2002 |
| Week                                                                      | 1                                                                         | 2                                                                         | 3                                                                         | 4                                                                         | 5                                                                         | 6                                                                         | 7                                                                         | 8                                                                         | 9                                                                         | 10                                                                        | 11                                                                        |                                                                           |
| ------------------------------------------------------------------------- | ------------------------------------------------------------------------- | ------------------------------------------------------------------------- | ------------------------------------------------------------------------- | ------------------------------------------------------------------------- | ------------------------------------------------------------------------- | ------------------------------------------------------------------------- | ------------------------------------------------------------------------- | ------------------------------------------------------------------------- | ------------------------------------------------------------------------- | ------------------------------------------------------------------------- | ------------------------------------------------------------------------- | ------------------------------------------------------------------------- |
| Nummer                                                                    | 23                                                                        | 14                                                                        | 13                                                                        | 15                                                                        | 20                                                                        | 24                                                                        | 29                                                                        | 32                                                                        | 39                                                                        | 41                                                                        | 47                                                                        | uit                                                                       |